# Narva-Jõesuu
Narva-Jõesuu (denumirea germ. de pînă în 1918 era Hungerburg) este un oraș (linn)  în districtul Ida-Viru din nord-estul Estoniei, la frontieră cu Rusia. Municipalitatea Narva-Jõesuu avea în anul 2005 cca 2,8 mii de locuitori. Este o stațiune balneară la Marea Baltică.
1. ↑  Maakatastri statistika (în estonă), Consiliul Funciar Eston[*], accesat în 19 octombrie 2018